# جسی جیمز
جسی وودسون جیمز (انگلیسی: Jesse Woodson James) تبهکار قانون‌شکن، هفت‌تیرکش، راهزن قطار، سارق بانک، رهبر جنگ‌های چریکی و چهره افسانه‌ای و اسطوره‌ای آمریکا بود که در سال ۱۸۸۲ کشته شد.
جسی جیمز پس از مرگش به صورت یک قهرمان محبوب درآمد و در ترانه‌ها، کتاب‌ها و بر پرده سینماها داستان‌های او بازگو شد.
پس از مرگ جیمز در سال ۱۸۸۲ شایع شده بود که او مرگ خود را جعل کرده‌است. به همین جهت در سال ۱۹۹۵ جسد وی را برای آزمایش دی‌ان‌ای نبش قبر کردند. آزمایش‌ها نشان می‌دادند که دی‌ان‌ای جیمز مشابه نوادگانش بوده و جسد واقعاً متعلق به وی بوده‌است. با این وجود دو جسد دیگر از جمله جسد فردی که ادعا کرده بود جسی جیمز واقعی است نبش قبر شدند.
پسر او جسی ای. جیمز با تحصیل در رشته حقوق و تبدیل شدن به قاضی، راهی را کاملاً برخلاف پدر خود برای زندگی انتخاب کرد.
فیلم قتل جسی جیمز به‌دست رابرت فورد بزدل محصول سال ۲۰۰۷ بر پایه رمانی با همین نام نوشته ران هانسن (Ron Hansen) در سال ۱۹۸۳ ساخته شده‌است. در این فیلم برد پیت نقش جسی جیمز و کیسی افلک نقش رابرت فورد را بازی می‌کند.